# Smeraldo Records
La Smeraldo Records è stata una casa discografica italiana.

## Storia
La casa discografica venne fondata a Milano dal conte Gianfranco Longoni, figlio del senatore Mario,  e da Miki Del Prete ; Del Prete assunse anche la direzione artistica.
Il nome della casa discografica deriva da quello del Teatro Smeraldo, di cui la famiglia Longoni era proprietaria, e la sede era situata in Bastioni di Porta Nuova 10, in alcuni uffici sopra la sede del teatro stesso.
Tra gli altri artisti che incisero per la Smeraldo vi furono Clem Sacco, Pippo Maugeri e il sassofonista Cesare Marchini.

## Dischi
La datazione qui riportata si basa sull'etichetta del disco o sulla copertina; qualora nessuno di questi elementi abbia una datazione, è basata sulla numerazione del catalogo; talora è, infine, basata sul codice della matrice di stampa. Se esistenti, sono riportati, oltre all'anno, il mese e il giorno (quest'ultimo dato si trova, a volte, stampato sul vinile).

### EP
| Numero di catalogo | Anno | Interprete                | Titoli                                             |
| ------------------ | ---- | ------------------------- | -------------------------------------------------- |
| S 5001             | 1958 | Clem Sacco                | Clem Sacco nei suoi ultimi successi internazionali |
| S 5002             | 1958 | Tanino' e i suoi Big Boys | Arriva...Tanino'                                   |
| S 5003             | 1959 | Pippo Maugeri             | Pippo Maugeri e il suo complesso                   |
| S 5004             | 1960 | Gianni e il Quin Jolly    | Gianni e il Quin Jolly                             |
| S 5005             | 1960 | Trio Vignali              | Vignali Trio show                                  |
| S 5008             | 1960 | Bianca Amoi               | Bianca Amoi, Gianni Monesi e la sua orchestra      |

### 45 giri
| Numero di catalogo | Anno | Interprete                                | Titoli                                          |
| ------------------ | ---- | ----------------------------------------- | ----------------------------------------------- |
| SR 5001            | 1958 | Clem Sacco                                | Agnese rock/Glendora                            |
| SR 5001            | 1958 | Clem Sacco                                | You are my destiny/Glendora                     |
| SR 5002            | 1958 | Clem Sacco                                | Pina/My name is love                            |
| SR 5002            | 1958 | Clem Sacco                                | I need you/Agnese rock                          |
| SR 5003            | 1958 | Clem Sacco                                | Il tuo viso/Longplaying kiss                    |
| SR 5006            | 1958 | Pippo Maugeri                             | Sciccareddu Sicilianu/Che Ti Sei Messo In Testa |
| SR 5008            | 1960 | Gianni e il Quin Jolly                    | Mambo alfabetico/Venus                          |
| SR 5013            | 1960 | Tanino con Jan Langosz e la sua orchestra | Tre volte baciami/El Caballero dell'Amor        |